# Murailles de Monterotondo Marittimo
Les murailles de Monterotondo Marittimo (en italien : Mura di Monterotondo Marittimo) constituent le système défensif du centre historique de la ville du même nom, dans la province de Grosseto en Toscane.

## Historique
Une première enceinte urbaine devait déjà être présente entre les XIIe et XIIIe siècles, pour protéger le village de Monterotondo Marittimo, alors contrôlé par la famille Alberti.
Le passage ultérieur du centre sur le territoire de la république de Sienne a déterminé la nécessité d'un réaménagement des structures défensives. Une série de travaux ont été réalisés à la fin du XIVe et au début du  XVe siècle, période au cours de laquelle le donjon a été construit et les murailles de la ville préexistants ont été en grande partie reconstruits. D'autres travaux de rénovation ont été réalisés peu après le milieu du XVIe siècle, lorsque les Médicis ont chargé le Siennois Bartolomeo Neroni du projet de restauration des structures défensives.
Au cours des derniers siècles, les remparts de la ville ont subi diverses transformations et modifications, ainsi que de longues périodes de déclin : tout cela ressort de l'analyse des structures défensives qui ont survécu jusqu'à nos jours.

## Description
Les murs de Monterotondo Marittimo sont en grande partie intégrés aux bâtiments du centre historique.
Certaines sections de la courtine de l'ancienne muraille sont encore visibles, recouvertes de pierre. Le long de l'enceinte se trouvaient autrefois des structures fortifiées, avec des fonctions de guet et de défense, dont les ruines du Cassero Senese de la fin du Moyen Âge et une tour à section circulaire, attribuable aux travaux de rénovation effectués au milieu du XVIe siècle ont été préservées.

## Galerie

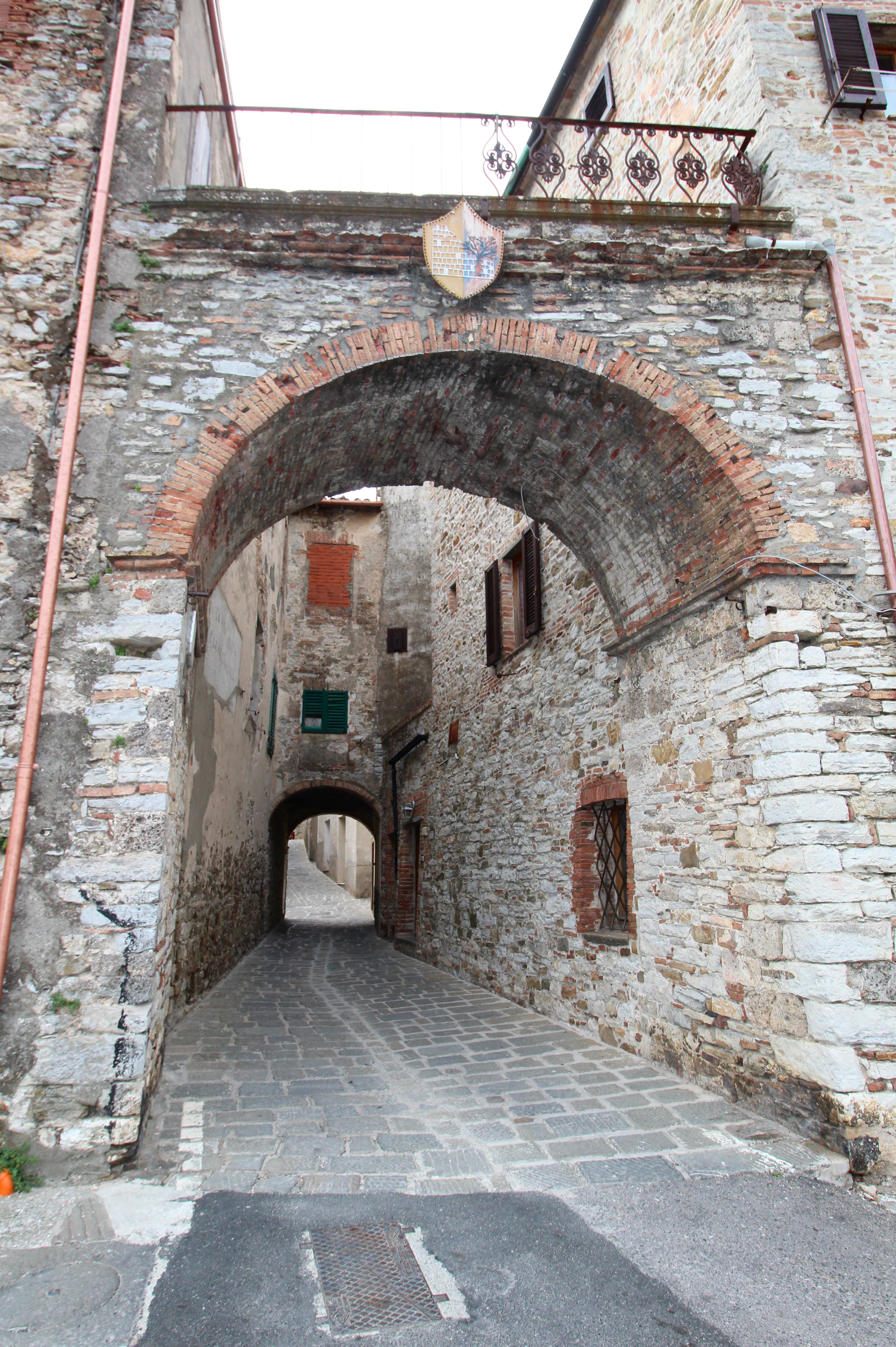